# Thaicom 8
Thaicom 8 — геостационарный спутник связи, принадлежащий таиландскому спутниковому оператору, компании Thaicom. Спутник предназначен для предоставления телекоммуникационных услуг Таиланду, Индии и странам Африки.
Будет располагаться на орбитальной позиции 78,5° восточной долготы в соседстве со спутниками Thaicom 5 и Thaicom 6.
Запущен 27 мая 2016 года в 21:39 UTC ракетой-носителем Falcon 9.

## Аппарат
Построен на базе космической платформы GEO STAR-2.3 компанией Orbital ATK. Электроснабжение обеспечивают два крыла солнечных батарей и литий-ионные аккумуляторные батареи. Мощность спутника — около 5 кВт. Орбитальное маневрирование осуществляется с помощью гидразиновых двигателей малой тяги. Выход на точку стояния осуществляется с помощью двигателя BT-4 японской компании IHI Aerospace, с тягой 450 Н, работающего на смеси монометилгидразина и тетраоксида диазота. На аппарат установлены 3 раскладываемых антенны-отражателя размерами 2,4 м, 2,6 м и 2,5 × 2,7 м. Ожидаемый срок службы — 15 лет. Стартовая масса спутника составляет более 3200 кг.

### Транспондеры
На спутник установлены 24 активных транспондера Ku-диапазона.

### Покрытие
Спутник Thaicom 8 будет обеспечивать телекоммуникационные услуги потребителям Таиланда, Индии и стран Африки.

## Запуск
В апреле 2014 года оператор спутниковой связи Thaicom анонсировал, что компания SpaceX была выбрана для запуска спутника Thaicom 8 ракетой-носителем Falcon 9.
Готовность систем ракеты-носителя к запуску была подтверждена проведением стандартного 3-секундного статичного зажигания (static fire) двигателей первой ступени, 25 мая 2016 года.
Запуск, запланированный на 26 мая, перенесён на сутки из-за небольшого сбоя привода контроля вектора тяги двигателя второй ступени.
Успешный запуск ракеты-носителя Falcon 9 FT со спутником Thaicom 8 состоялся 27 мая 2016 года в 21:39 UTC со стартового комплекса SLC-40 на мысе Канаверал. Спустя 32 минуты после запуска спутник выведен на целевую суперсинхронную геопереходную орбиту c апогеем 91 000 км.
Произведена успешная посадка первой ступени ракеты-носителя на платформу «Of Course I Still Love You», расположенную в 680 км от места запуска. Скорость ступени при касании платформы была близкой к максимально допустимой, были задействованы зоны деформации в посадочных стойках, погасившие энергию удара, однако устойчивость ступени нарушена и есть определённый риск её опрокидывания.

2 июня платформа с заметно наклонённой ступенью (наклон ~5°) прибыла в порт Канаверал.

## Фотогалерея

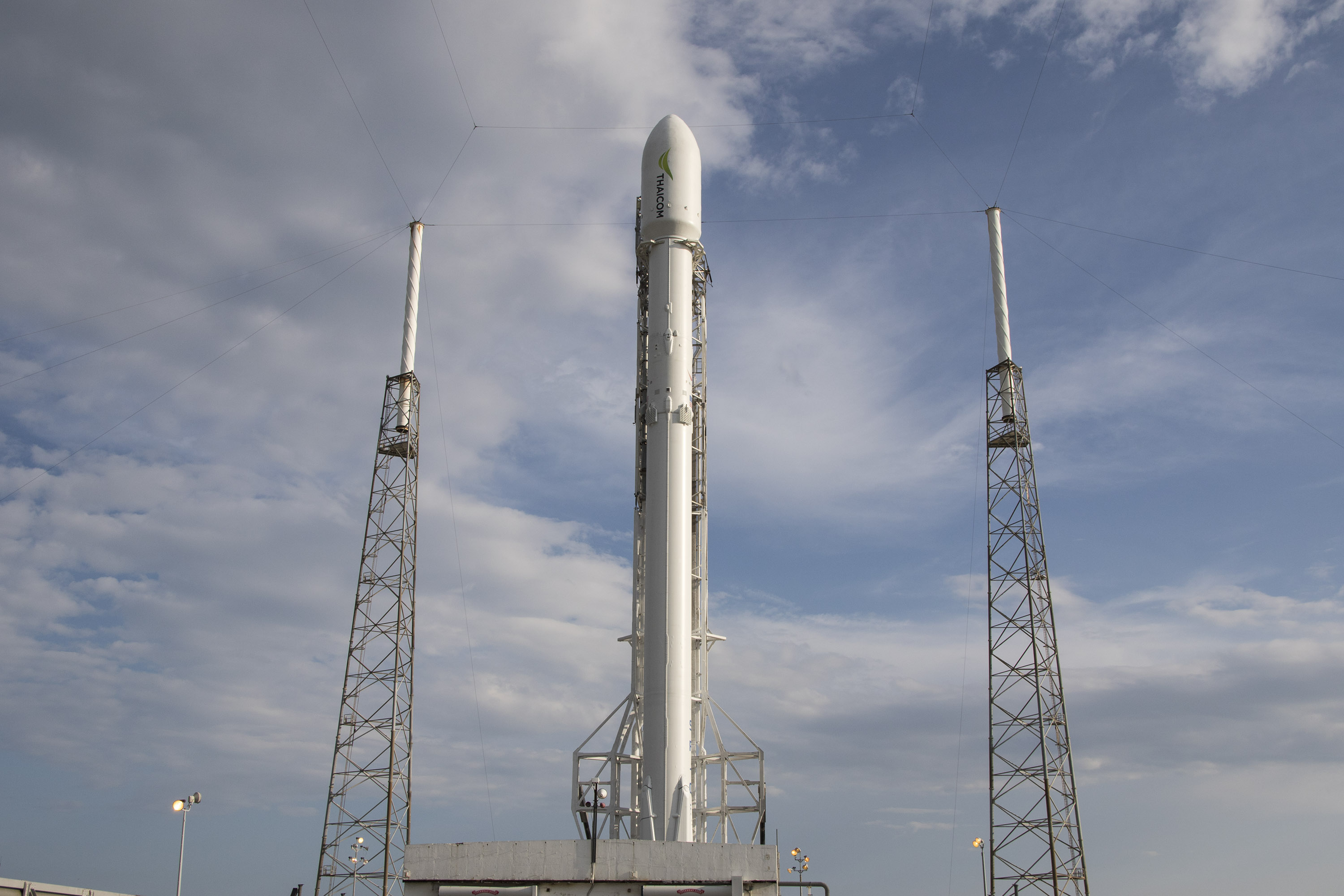
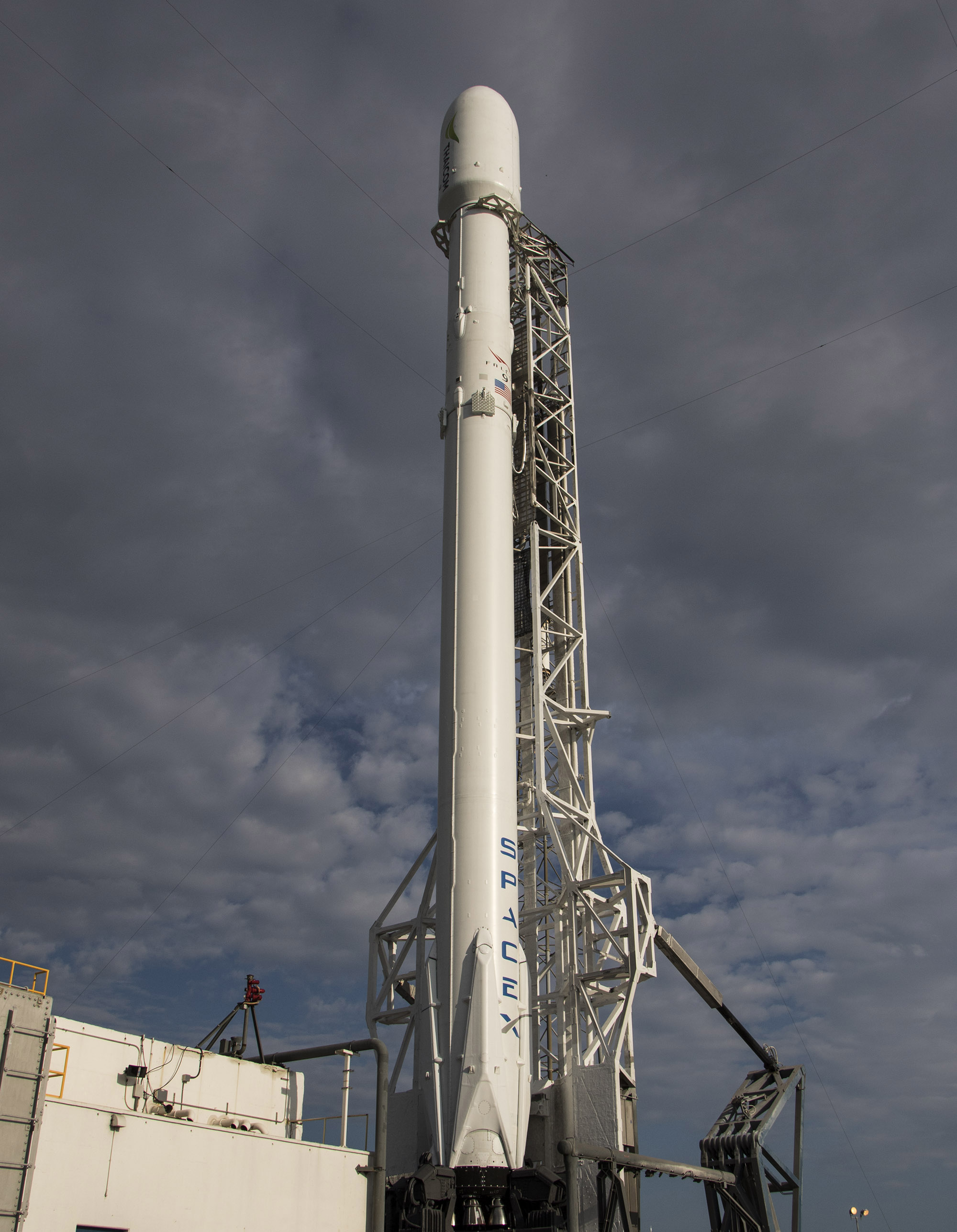
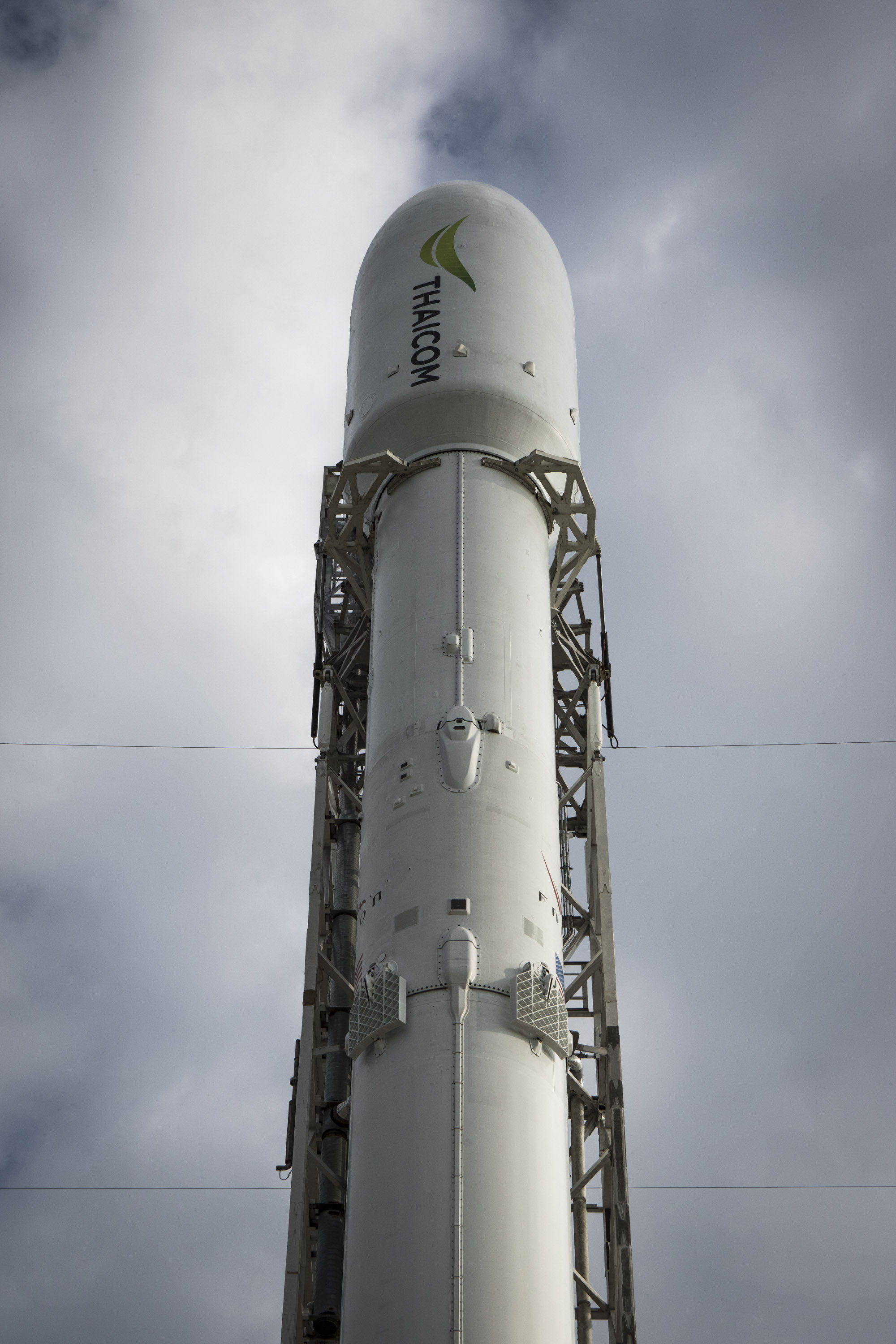
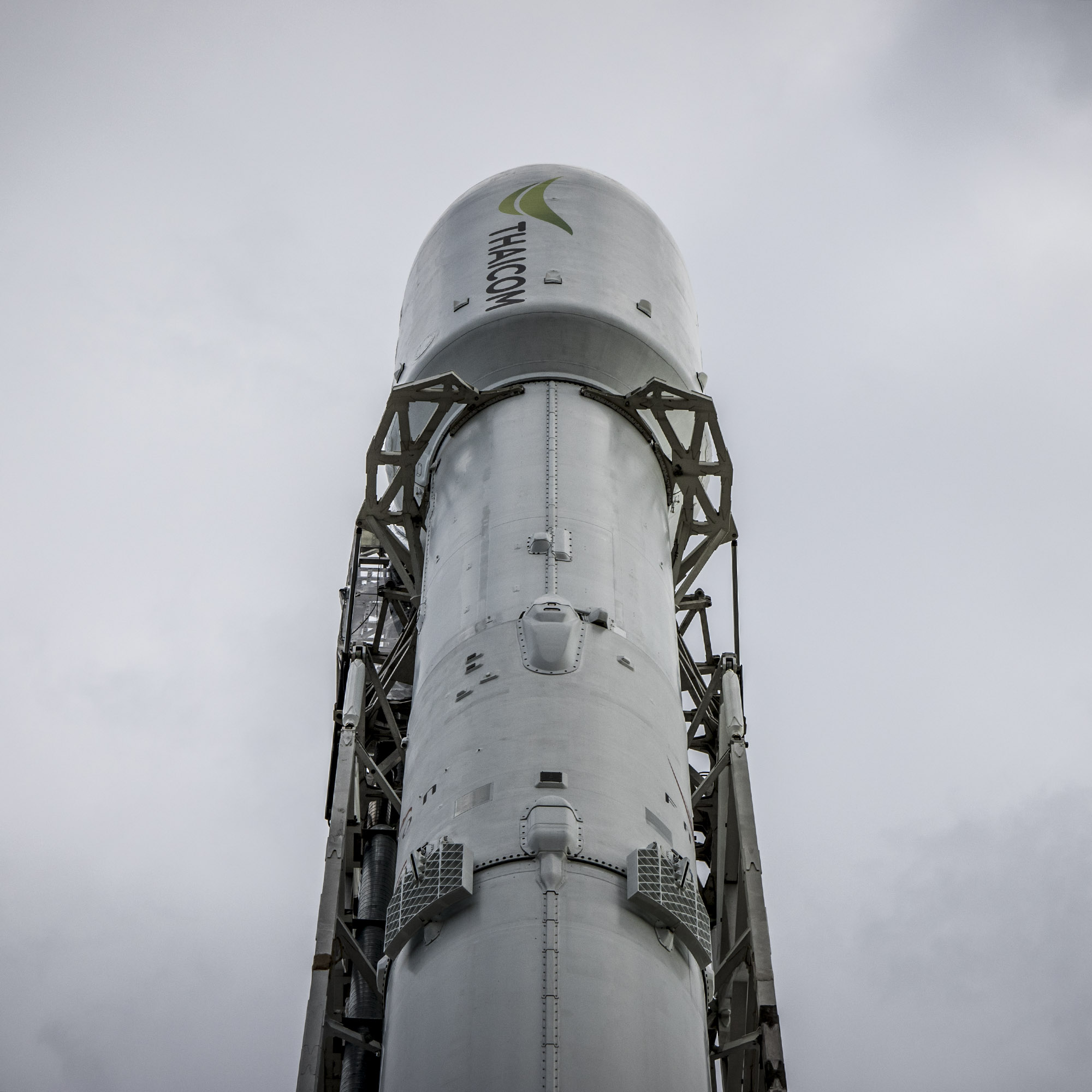
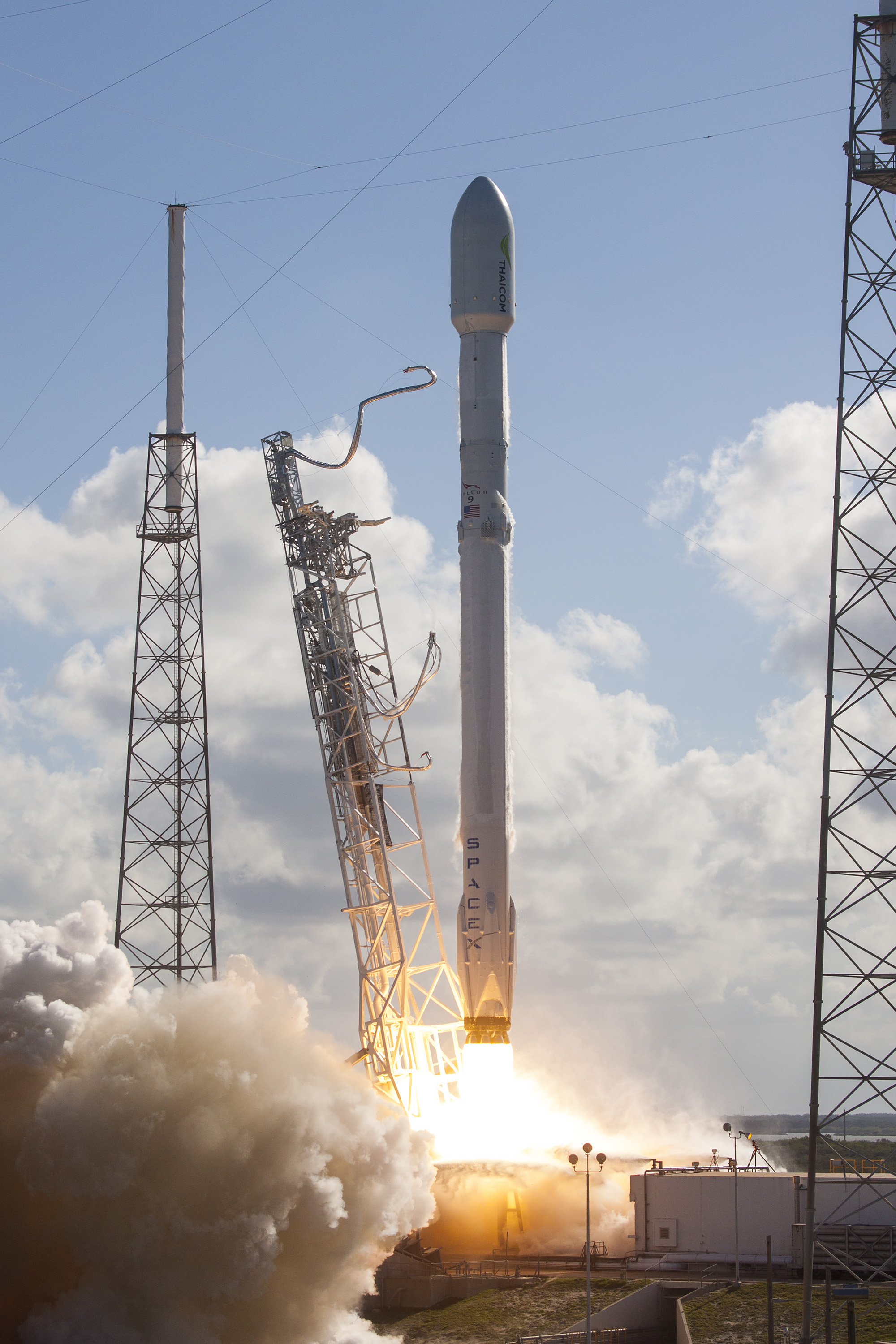
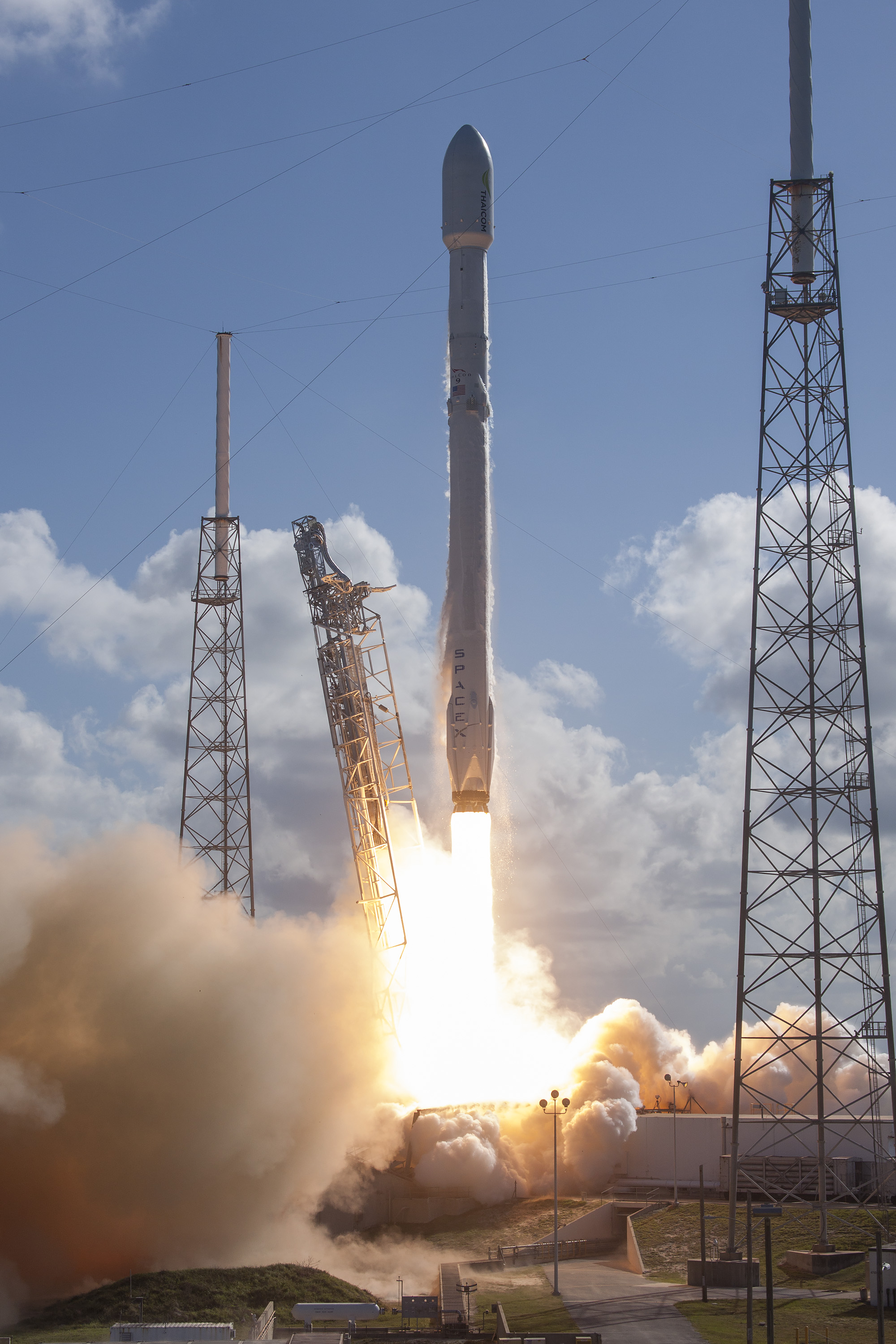
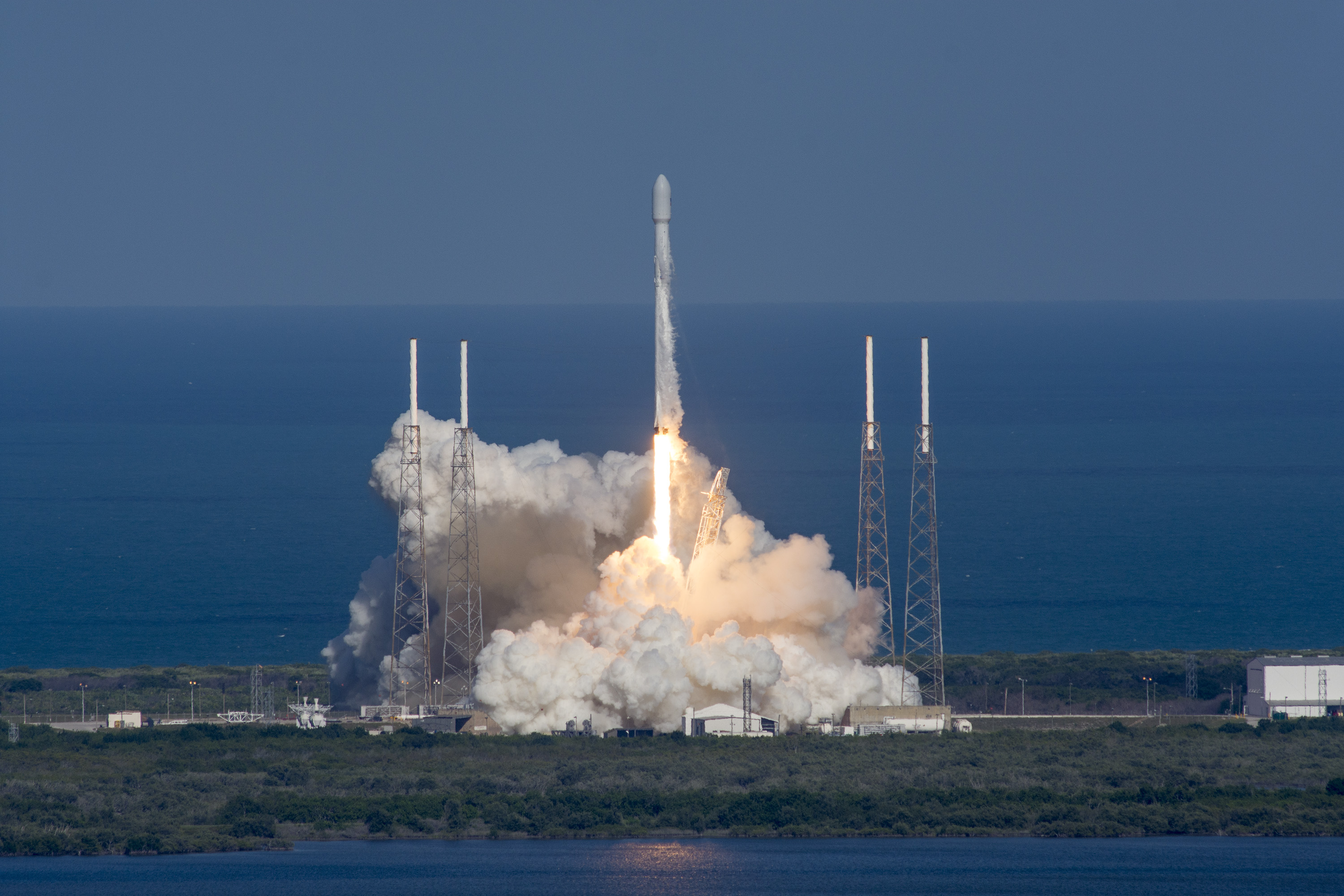
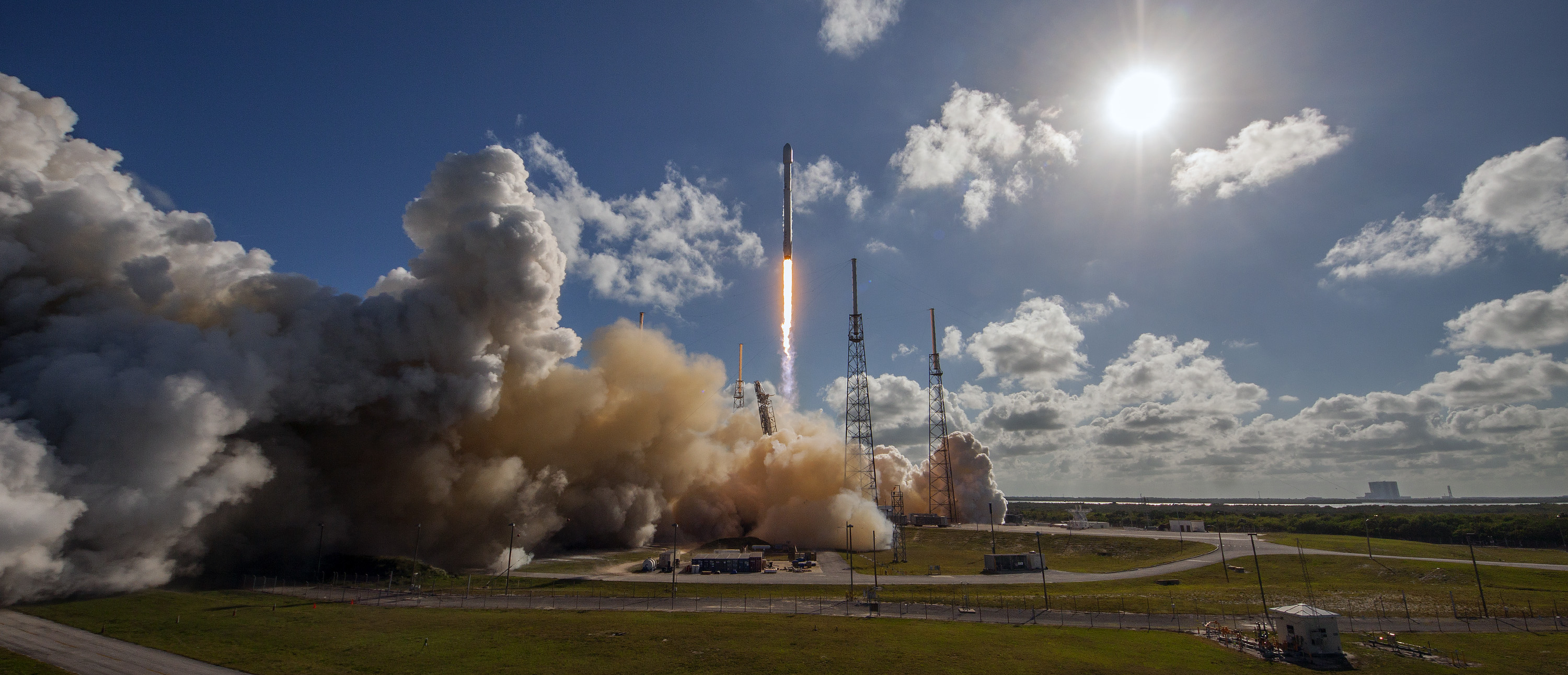
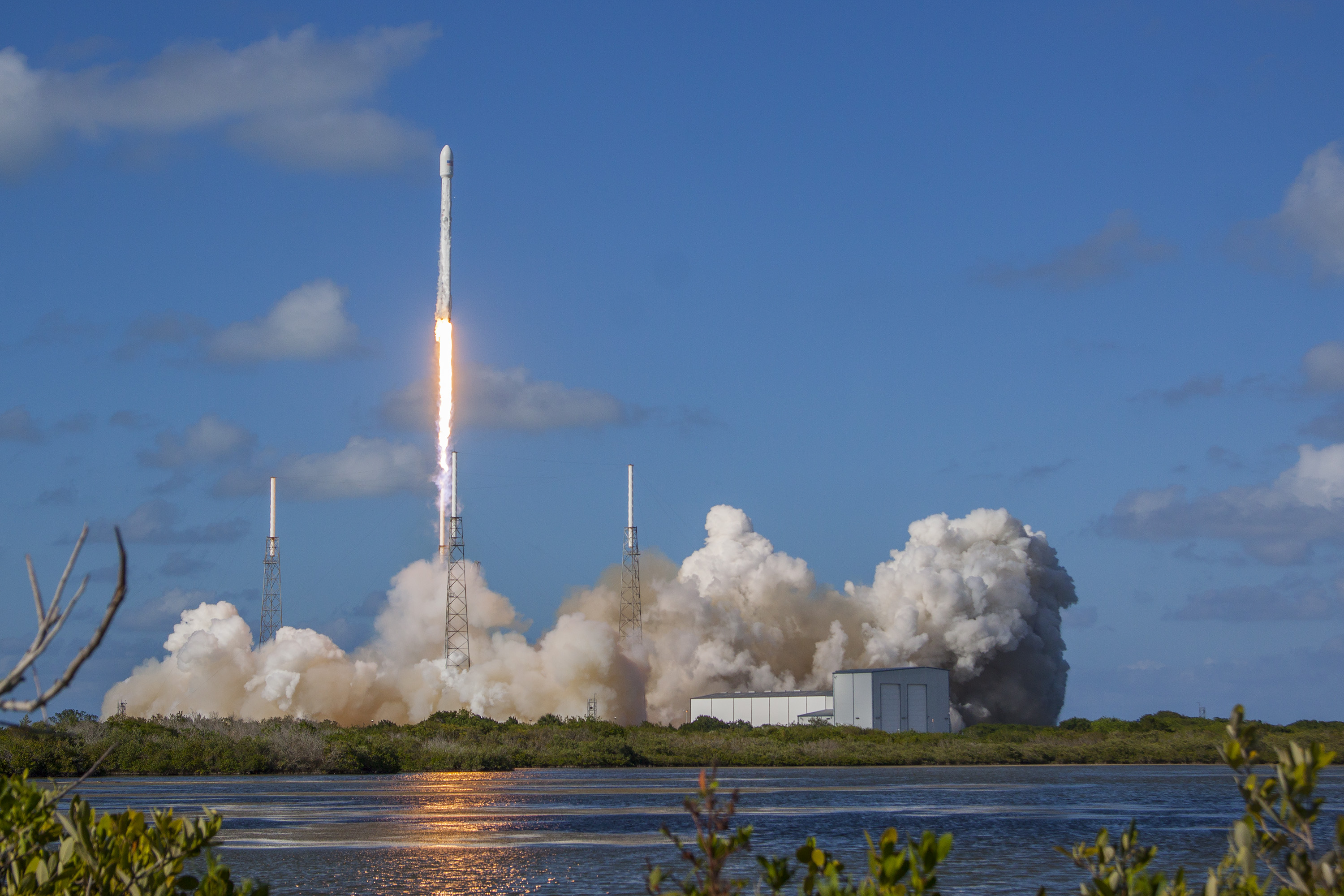
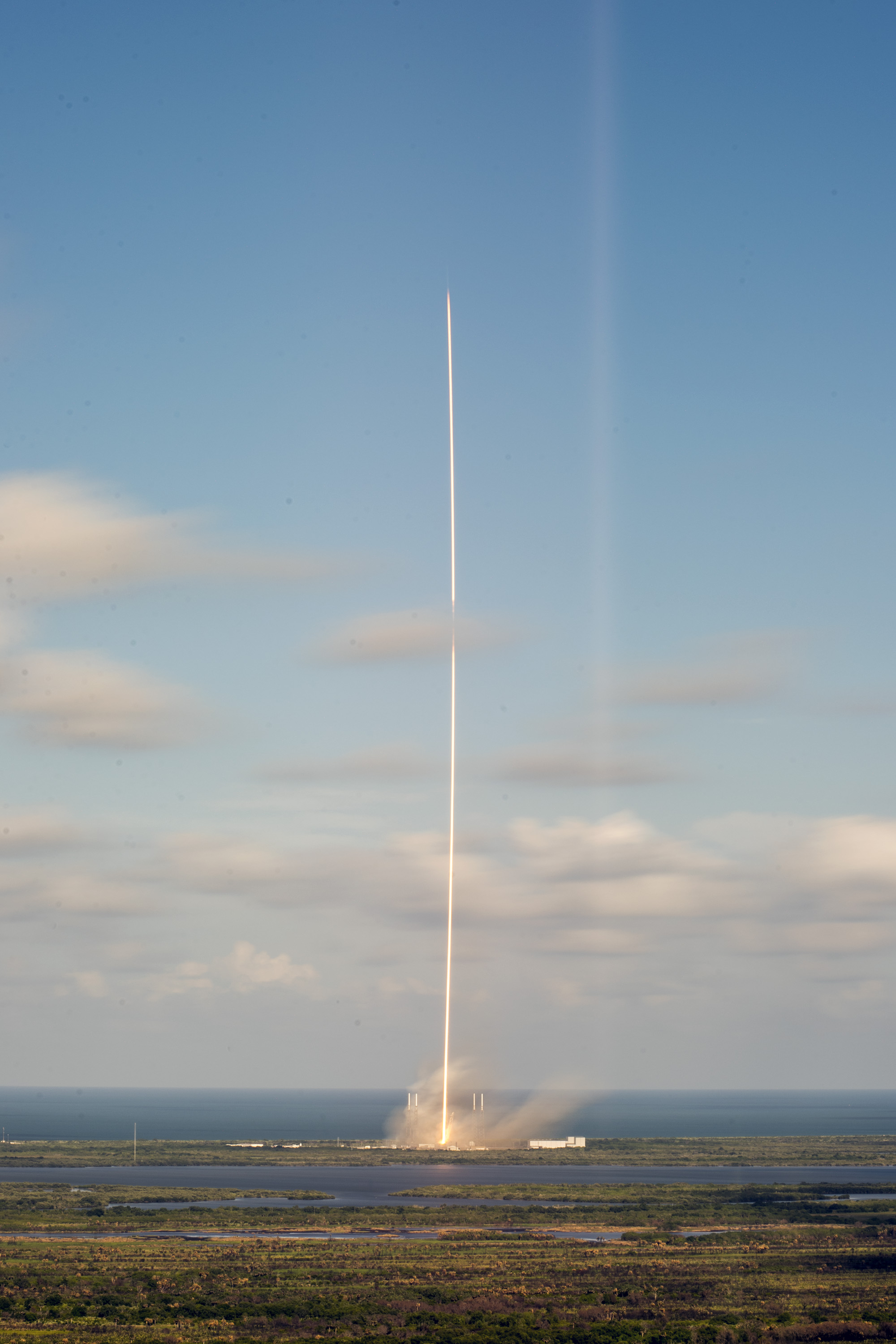
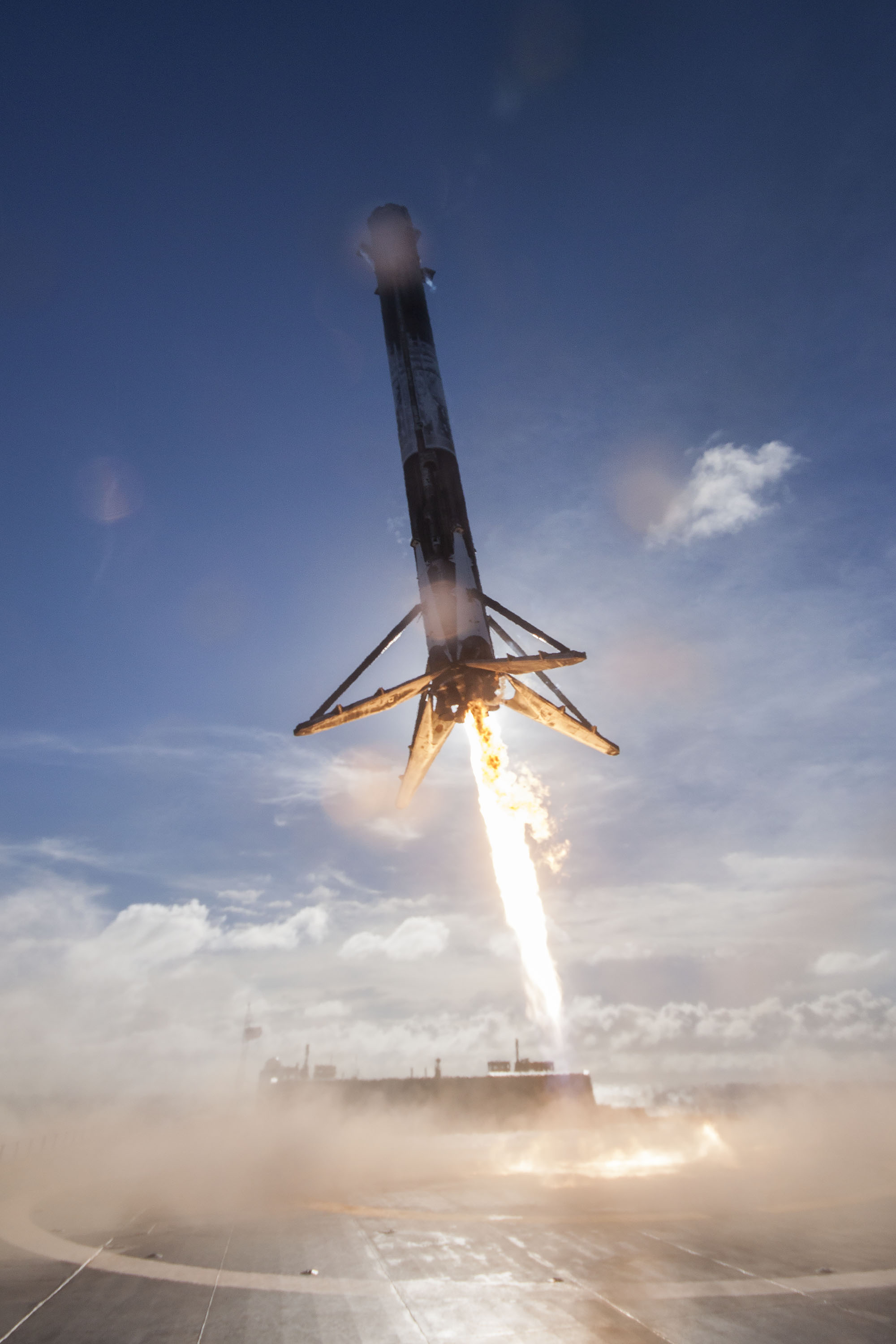
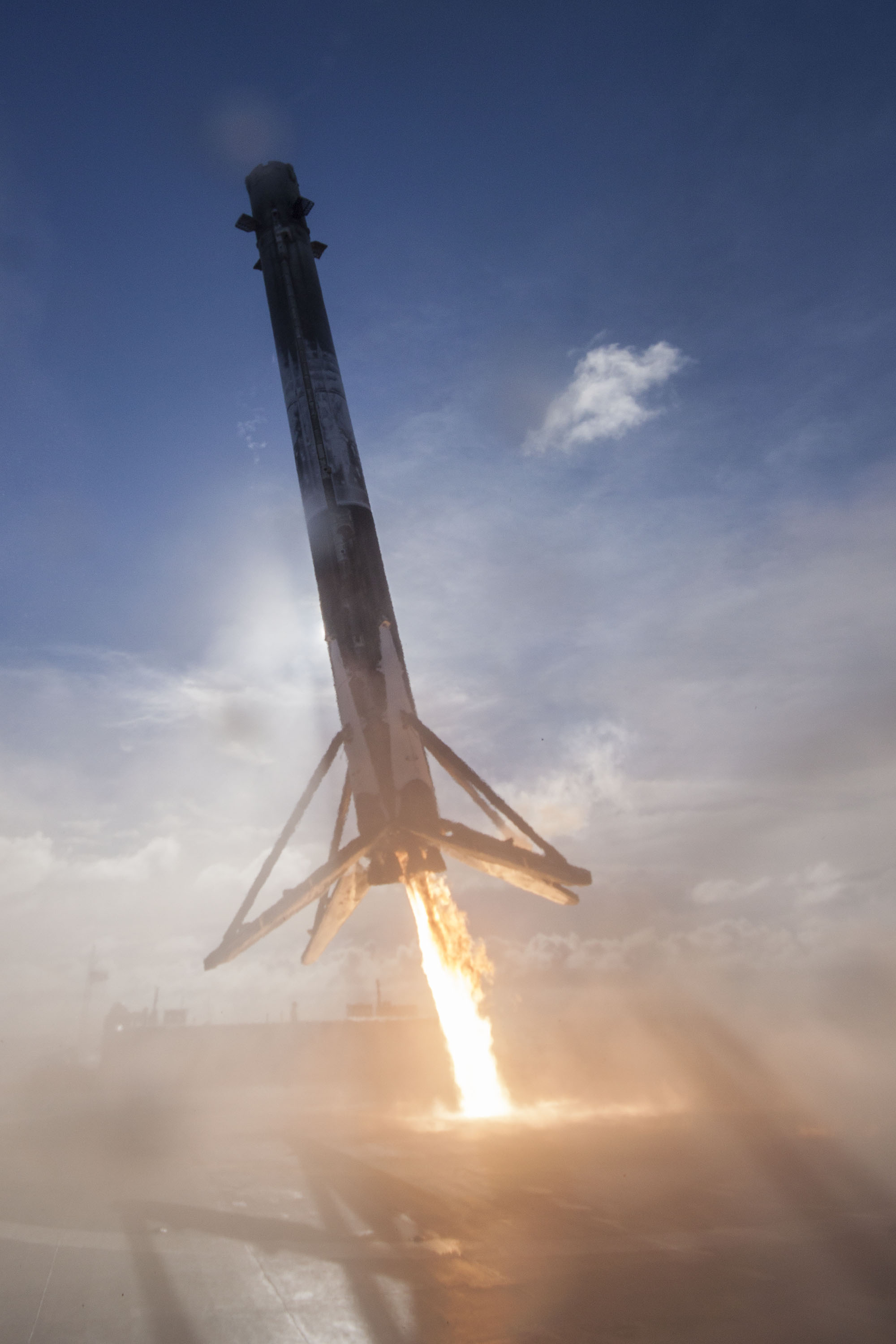
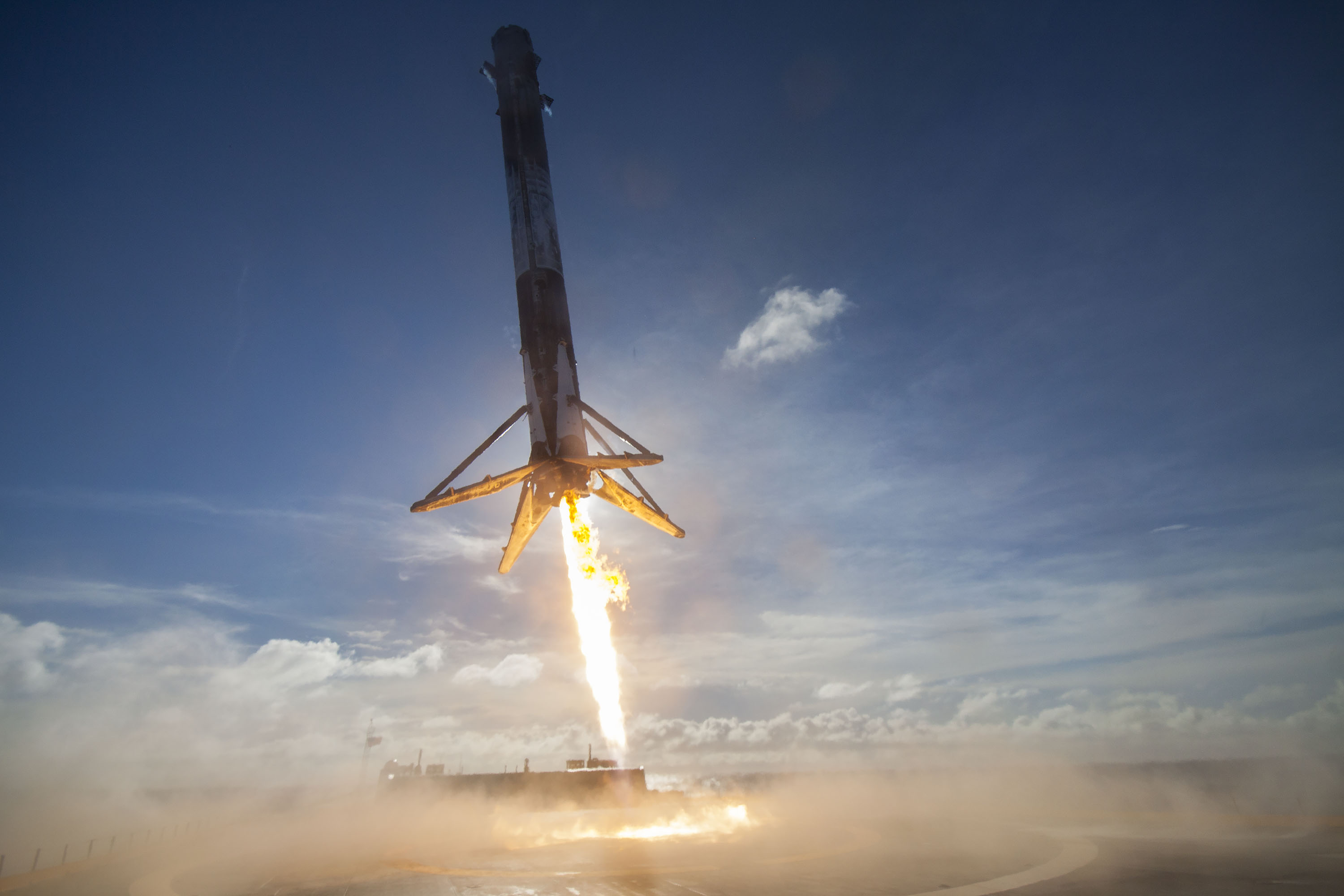
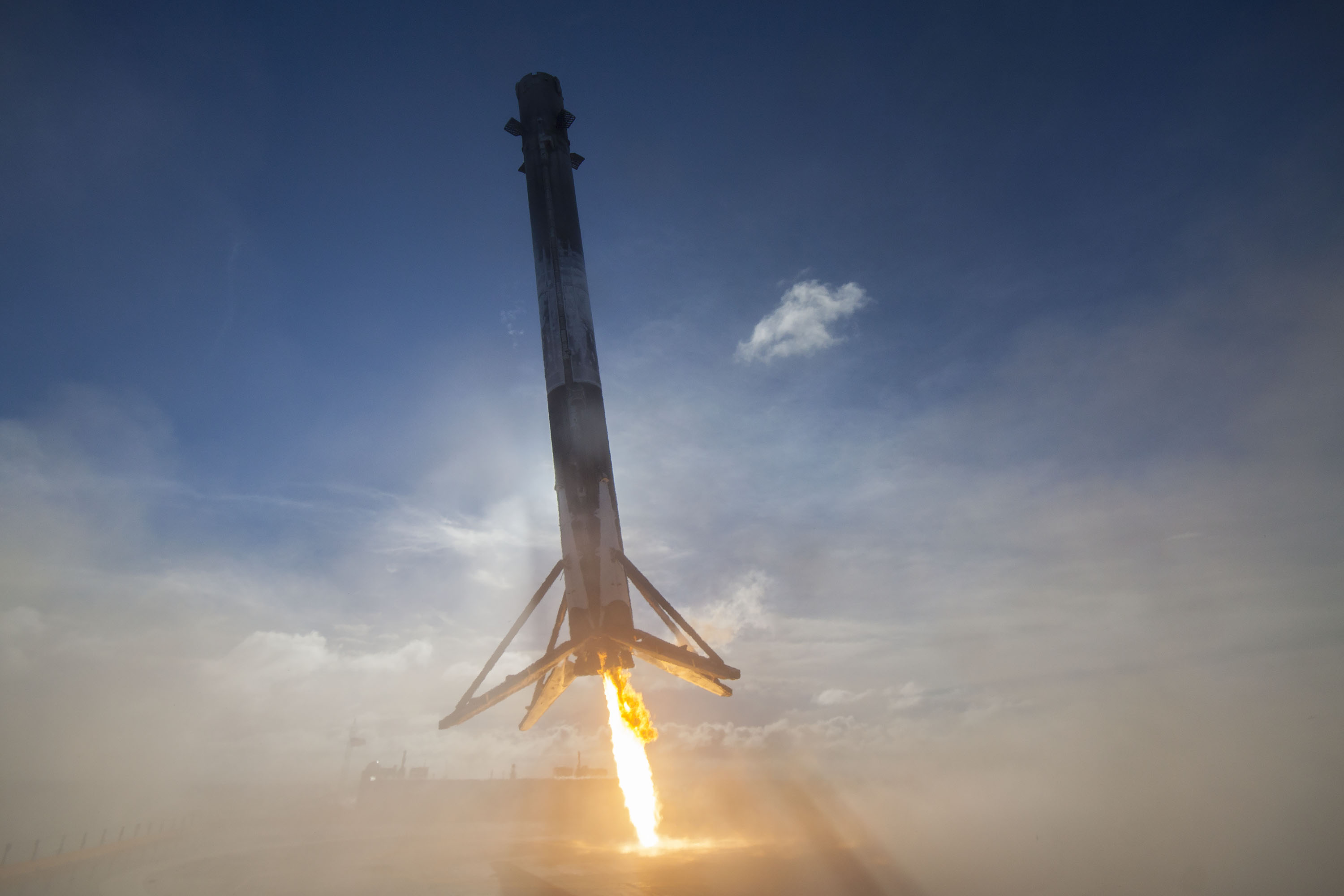
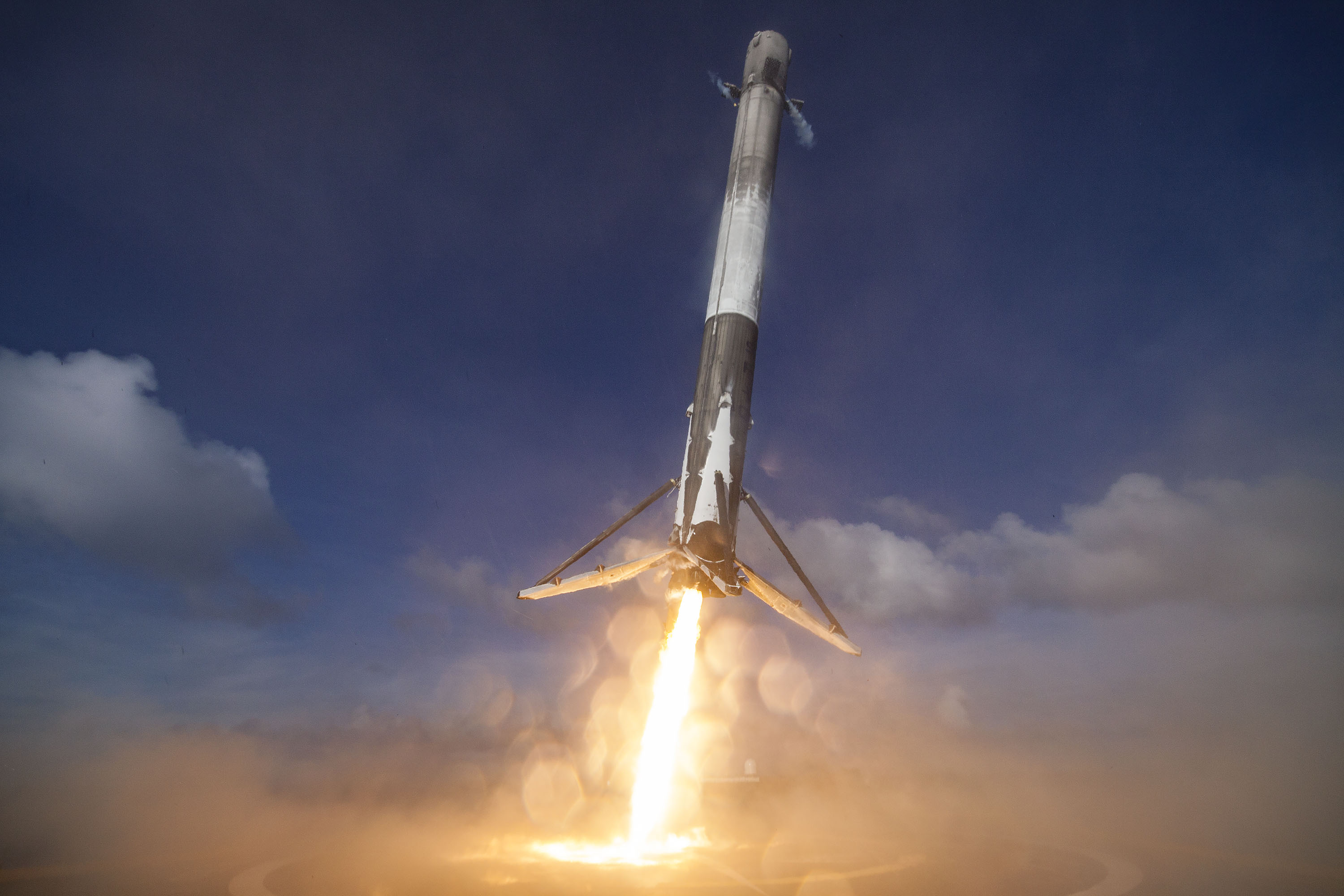
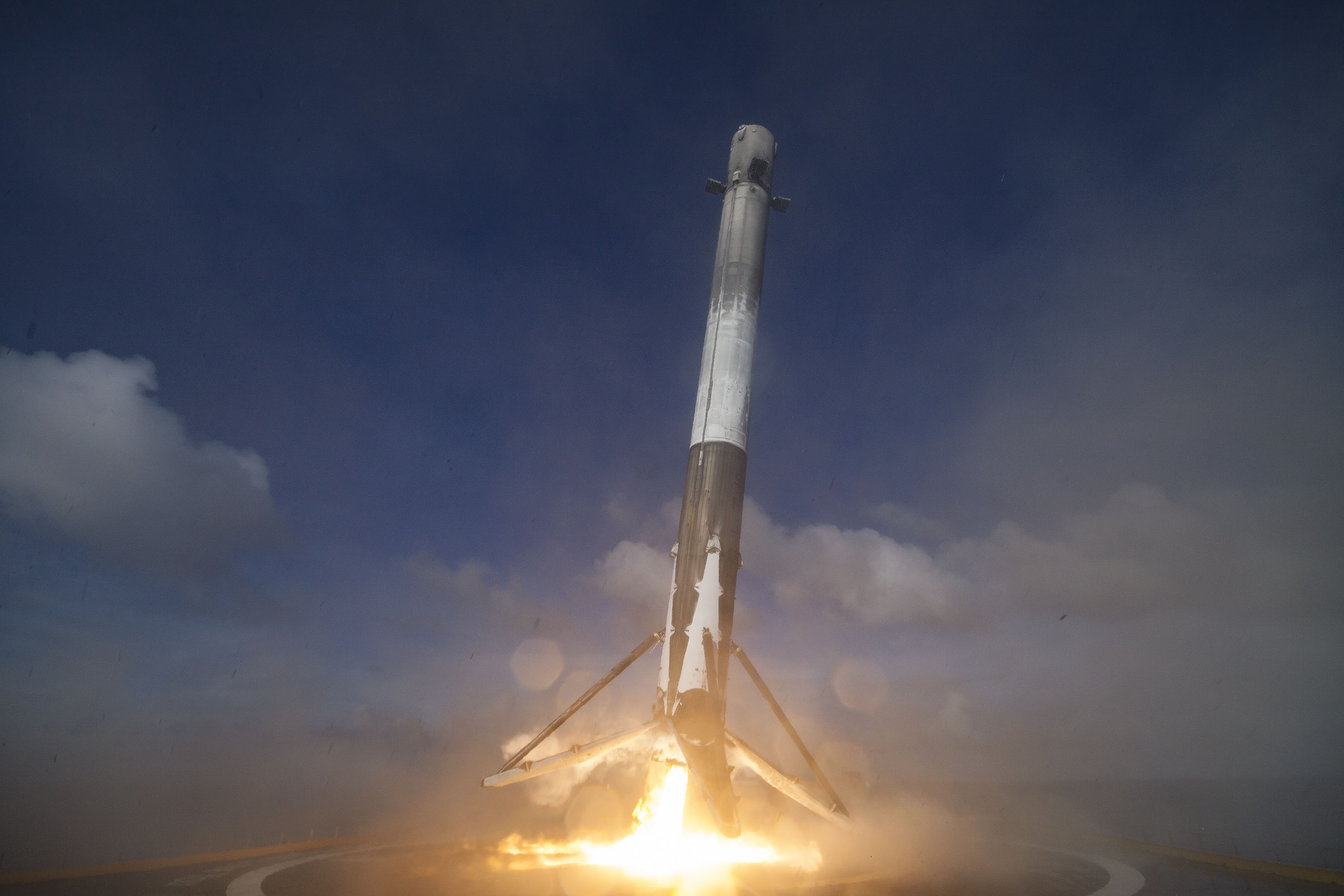
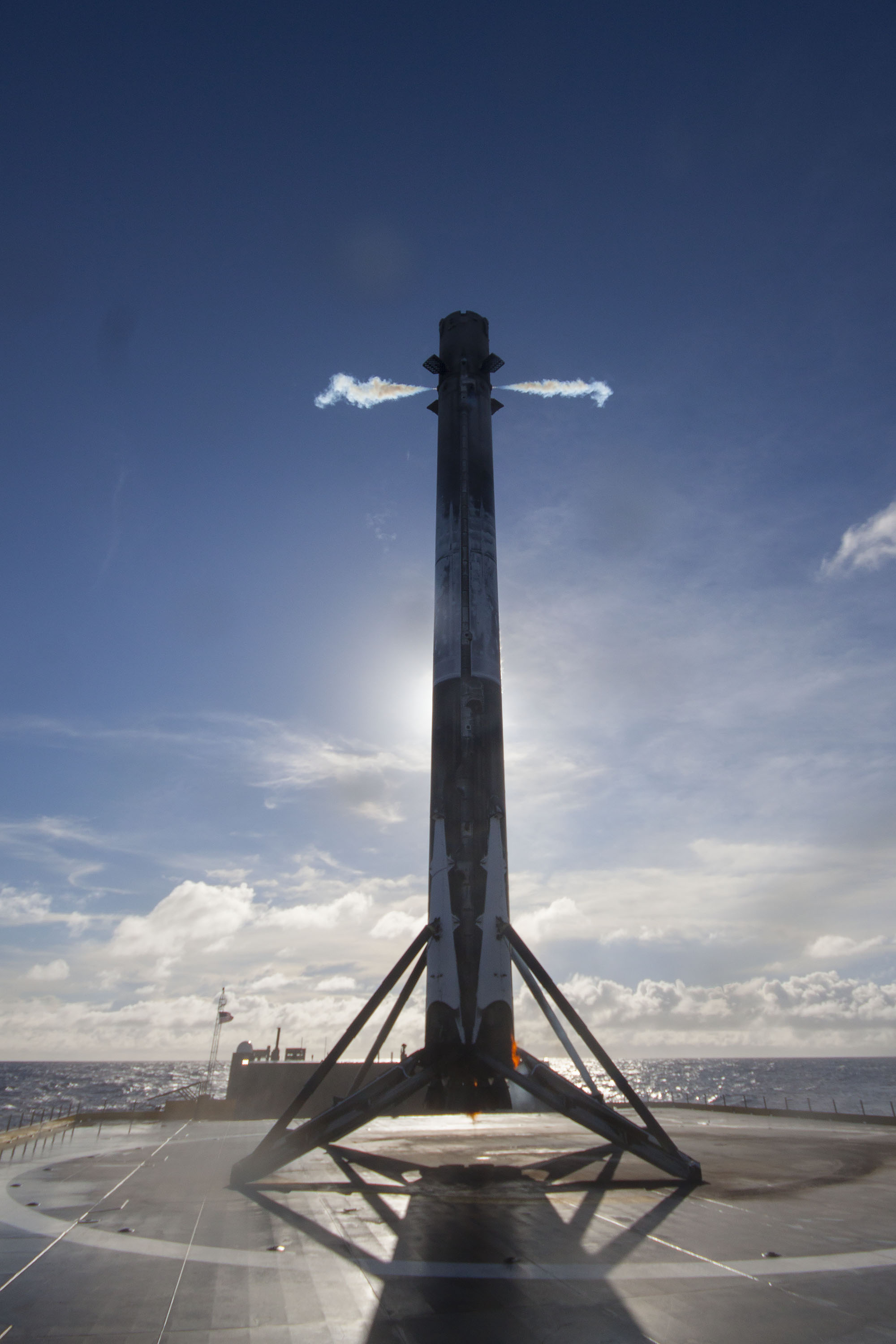
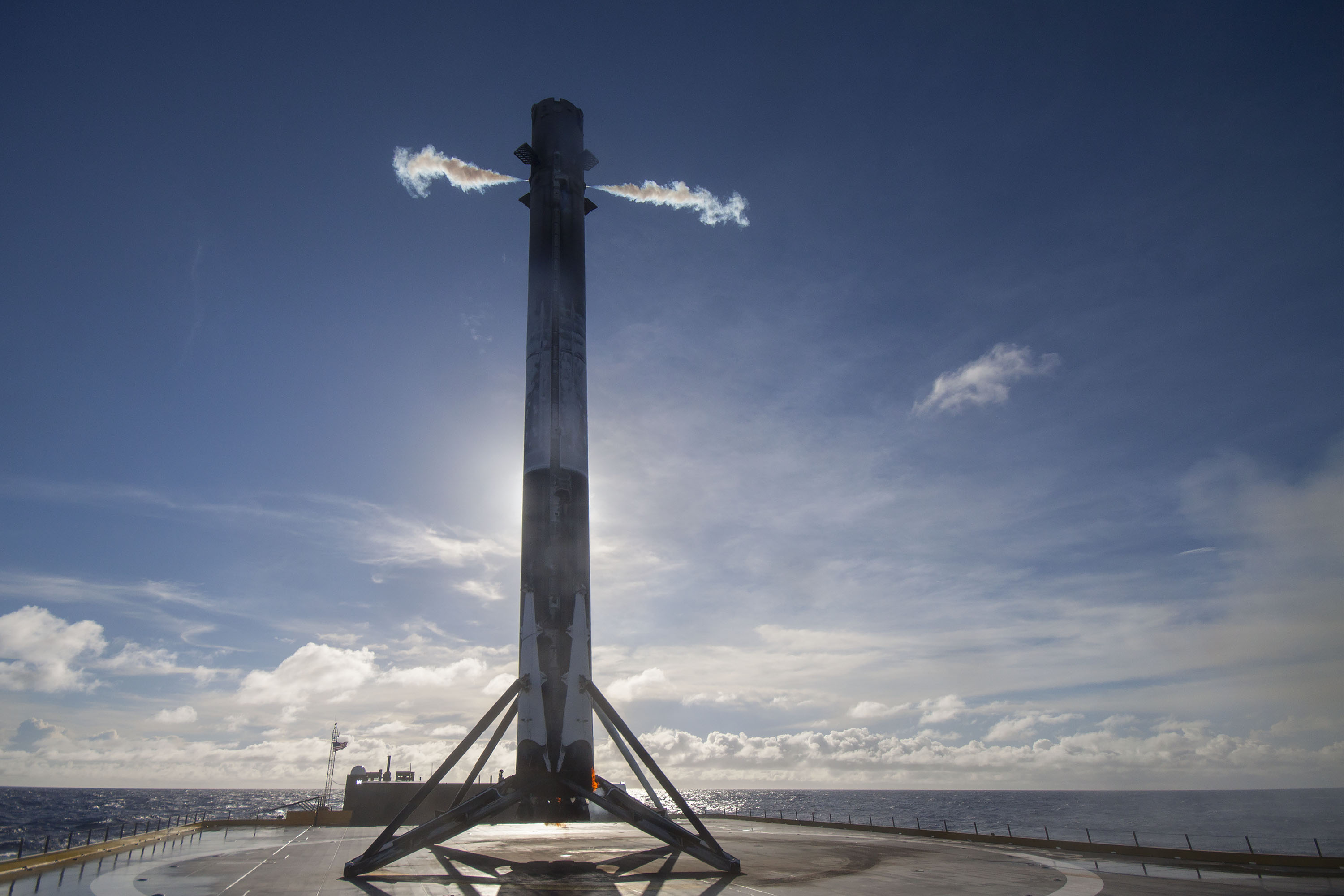
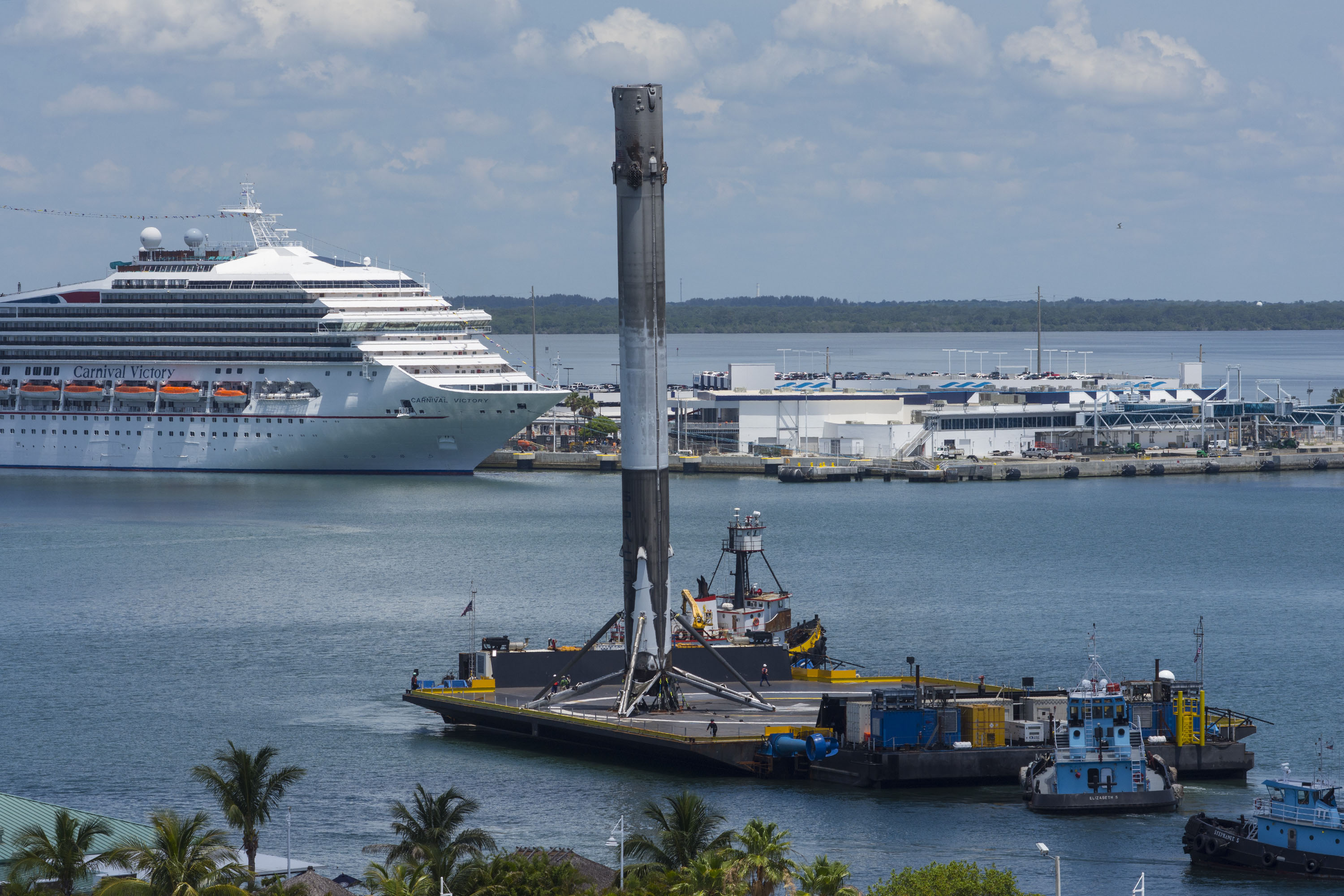